# SBS 미디어넷
SBS 미디어넷(SBS Medianet)은 대한민국의 유료 텔레비전 방송사로, 태영건설의 지주회사인 TY 홀딩스의 자회사다. 미디어넷 플러스는 SBS 미디어넷의 자회사가 되었다.

### 운영
| 채널 명     | 정보            | 비고 |
| ----------- | --------------- | ---- |
| SBS LIFE    | 라이프스타일    |      |
| SBS 스포츠  | 스포츠          |      |
| SBS 골프    | 골프            |      |
| SBS 골프 2  | 골프            |      |
| SBS Biz     | 경제            |      |
| SBS F!L UHD | 생활 라이프 UHD |      |

## 같이 보기
- SBS